# Párodo

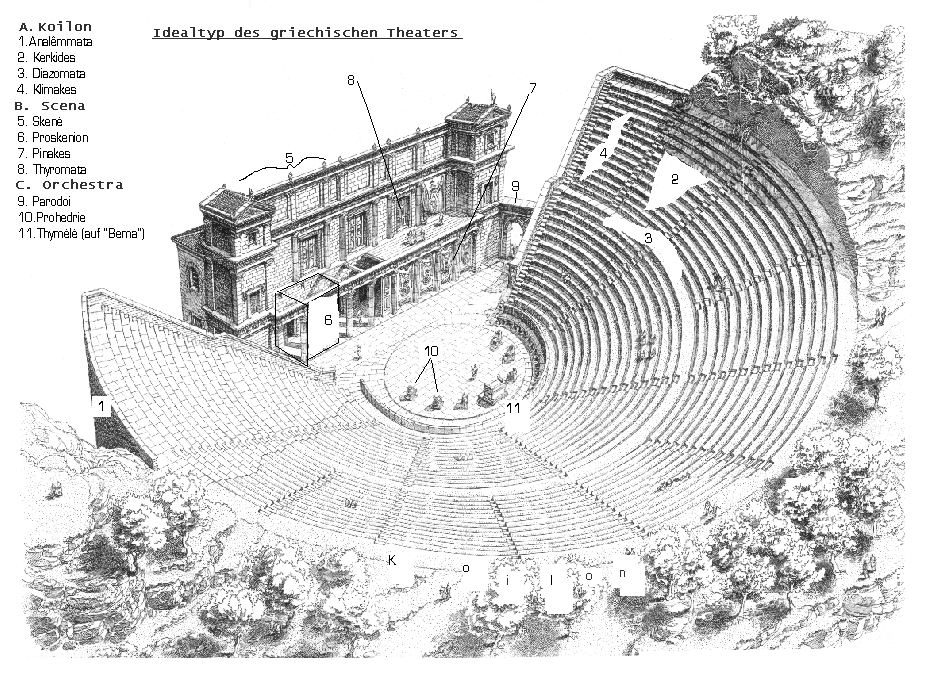
El párodos se puede observar en el número nueve de la ilustración.

Párodo (πάροδος,) es un concepto de la arquitectura clásica y en la tragedia griega. 
- En arquitectura clásica, un párodo es cualquiera de los pasajes que se encuentran en cada extremo de la orquesta,[1] frente al escenario del anfiteatro griego al aire libre. Los actores podrían entrar a través del párodos, al igual que el coro.

- También se llama párodo a la sección de la obra que le sigue al prólogo. En ella, el coro entra cantando versos (alternando estrofas y antiestrofas) que proveen el trasfondo de los acontecimientos de la obra[cita requerida].